# Saeta (música)

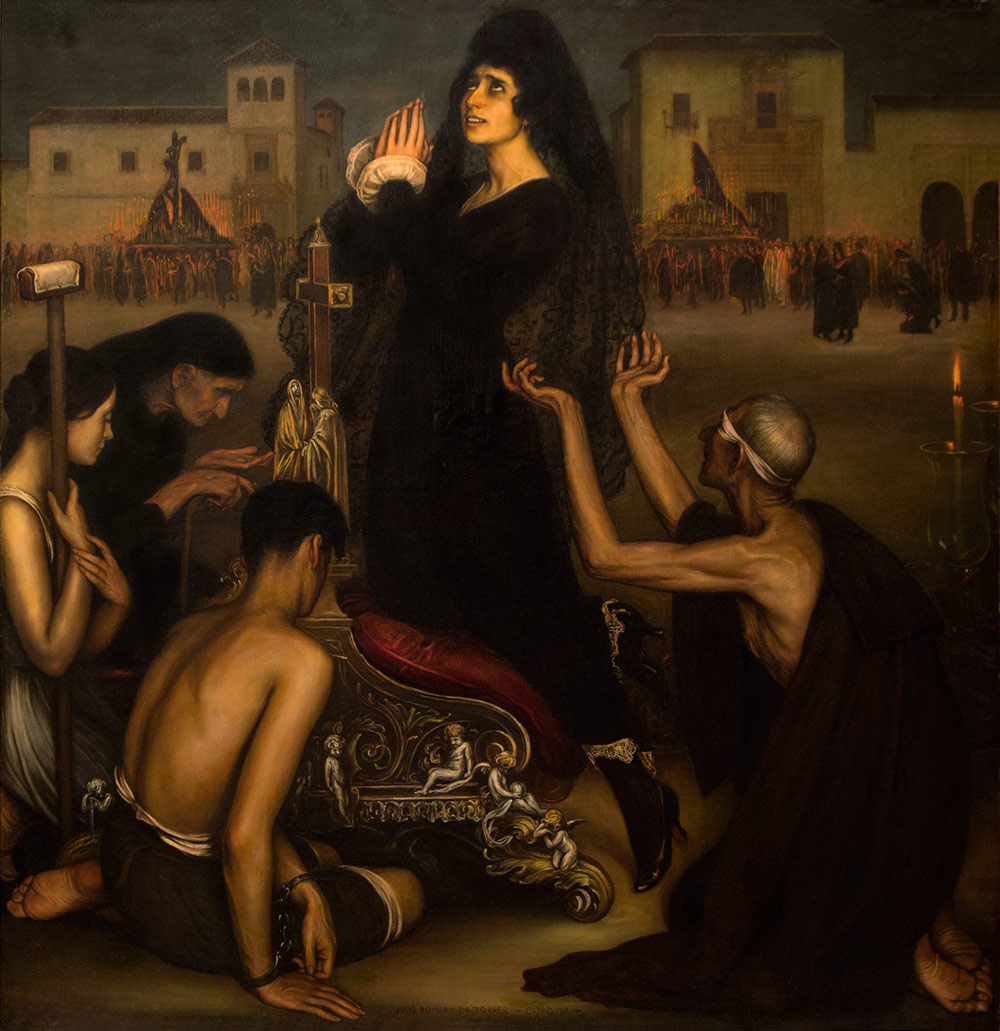
Cuadro la saeta de Julio Romero de Torres, 1918.

La saeta (del latín sagitta, «flecha») es un canto religioso tradicional interpretado fundamentalmente en las procesiones de Semana Santa en España, especialmente en Andalucía y algunas zonas de Extremadura, Castilla-La Mancha y Murcia.
En el siglo XIX, Antonio Machado Álvarez definía las saetas como "cancioncillas que tienen por principal objeto traer a la memoria del pueblo, especialmente en los días del Jueves y Viernes Santos, algunos pasajes de la pasión y muerte de Jesucristo (...) coplas disparadas a modo de flechazos contra el empedernido corazón de los fieles".
Las saetas cantadas actualmente son las llamadas saetas flamencas, que supusieron una transformación producida a finales del siglo XIX, a partir de otras primitivas saetas, más cortas y sobrias de estilo, que aún se pueden oír en algunos pueblos andaluces. La saeta flamenca presenta dos variantes principales: la saeta por seguiriyas, que es la más extendida, llamada de este modo porque su carácter y modo musical recuerda a la seguiriya flamenca; la otra es la saeta carcelera, de carácter algo más alegre. La saeta también se nutre del martinete y de la soleá.
La saeta se canta al paso de las imágenes de una procesión de Semana Santa, frecuentemente desde un balcón bajo. Al comenzar a oírse, y mientras los asistentes buscan el lugar de donde proviene la voz, el capataz del paso manda parar a la cuadrilla de costaleros. El saetero puede ser contratado por alguien de la cofradía titular de la imagen o ser un devoto espontáneo de la imagen deseoso de mostrar su devoción, o su arte. Las saetas son frecuentes al paso de las imágenes por su barrio, unas veces apagadas por el ruido ambiental o por la banda de música y otras en medio del silencio, representan una combinación confusa de sentimiento, arte y devoción.

## Orígenes
Aunque el origen musical de las primitivas saetas es incierto, se les atribuye una raíz árabe relacionada con las llamadas a la oración de los almuédanos de las mezquitas andalusíes complementada por cantos judíos (salmodias sefardíes) y estructuradas por los cantos procesionales cristianos de los misioneros franciscanos en los siglos XVI y XVII, quienes llamaban saetas a "los avisos y sentencias que en forma de coplillas recitaban o cantaban por las calles en determinados momentos de sus misiones". Esta visión del parentesco entre la saeta y determinados cantes religiosos orientales ha sido recalcada por la etnografía comparada. A principios del siglo XX, la saeta tradicional se transforma hacia la llamada saeta flamenca, un canto a solo muy elaborado y de extrema dificultad interpretativa. La edad de oro de la saeta se produce en el primer tercio del siglo XX, tras el cual vino una crisis que no terminó hasta la llegada de Caracol y Antonio Mairena. Durante la década de los ochenta se entró en otra etapa de desconcierto, de la que Mairena comentaba: "Se están perdiendo, se están perdiendo... Ahora todo el mundo las canta igual".
Este canto, en su origen, fue un rezo en voz alta dirigido a la Virgen María o a Jesús, pidiendo ayuda o alguna gracia. Las saetas flamencas, las más populares actualmente, tienen su origen en el folclore andaluz.

## Saetas primitivas
En general el origen de la saeta primitiva no se pueda situar en un momento concreto, aunque se cree que fueron los franciscanos los que dan los primeros pasos a la hora de instruir en sus misiones y luego también los dominicos, tras la expulsión de los jesuitas. Había dos vertientes de saetas, en aquellas misiones franciscanas y dominicas que nada tienen que ver con las viejas, cofrades y mucho menos con las flamencas. Esas saetas se denominaban "penetrantes" o "del pecado mortal" y buscaban el arrepentimiento de los pecados y la preparación del pecador para el perdón en la penitencia. Esos actos penitenciales podrían ser el origen primigenio de estas saetas primitivas, en diferentes puntos geográficos y estarían en la raíz primera de lo que luego se transformaría. La limpieza del alma, la preparación para el "último viaje", el sentido penitencial, eran algunos de los motivos que encontramos en estas saetas de finales del siglo XVII.
También a través del canto gregoriano la saeta hereda canto y cadencia, así como influencias árabes y judías, mediante los cantos sinagogales o del muecín, junto a los cánticos litúrgicos, en simbiosis de las tres culturas que confluyen. 
Localidades andaluzas donde se siguen cultivando las denominadas saetas primitivas. Se diferencian entre sí por la entonación o musicalidad con la que se cantan. Ejemplos:
- Cuartas de Marchena (pueden ser del Dulce Nombre de Jesús, de Ntro Padre Jesús Nazareno y del Señor de la Humildad)
- Quintas  de Marchena (al Stmo Cristo de San Pedro).
- Sextas de Marchena (al Stmo Cristo de San Pedro).
- Moleeras de Marchena. Se trata de una larga serie de saetas muy peculiares de esta localidad (con modalidades como las "carceleras" o las "cernicaleras") que, mezclados con versos, se cantan a la Virgen de la Soledad.
- Marchenera pura y Marchenera con tercios de martinete.
- Saeta a rigor o pregón (Castro del Río).
- Saeta de la vía sacra de Castro del Río.
- Samaritanas de Castro del Río.
- Saetas cuarteleras de Puente Genil.
- Saetas de santería de Lucena.
- Saetas del prendimiento, saeta llana o saeta antigua de Cabra
- Sátiras de Loja.

Fuera de Andalucía, en la ciudad extremeña de Cáceres se trabaja actualmente por recuperar la saeta primigenia propia de la localidad, denominada simplemente Saeta cacereña.

## Estructura de la saeta
El texto de la saeta está compuesto por 4 o 5 versos octosílabos, y tiene siempre un significado religioso que alude a los hechos y a los personajes de la Pasión. Se canta en honor de las imágenes de los pasos que desfilan por las calles durante la Semana Santa.
Normalmente suele incluir giros de siguiriyas o de martinetes.

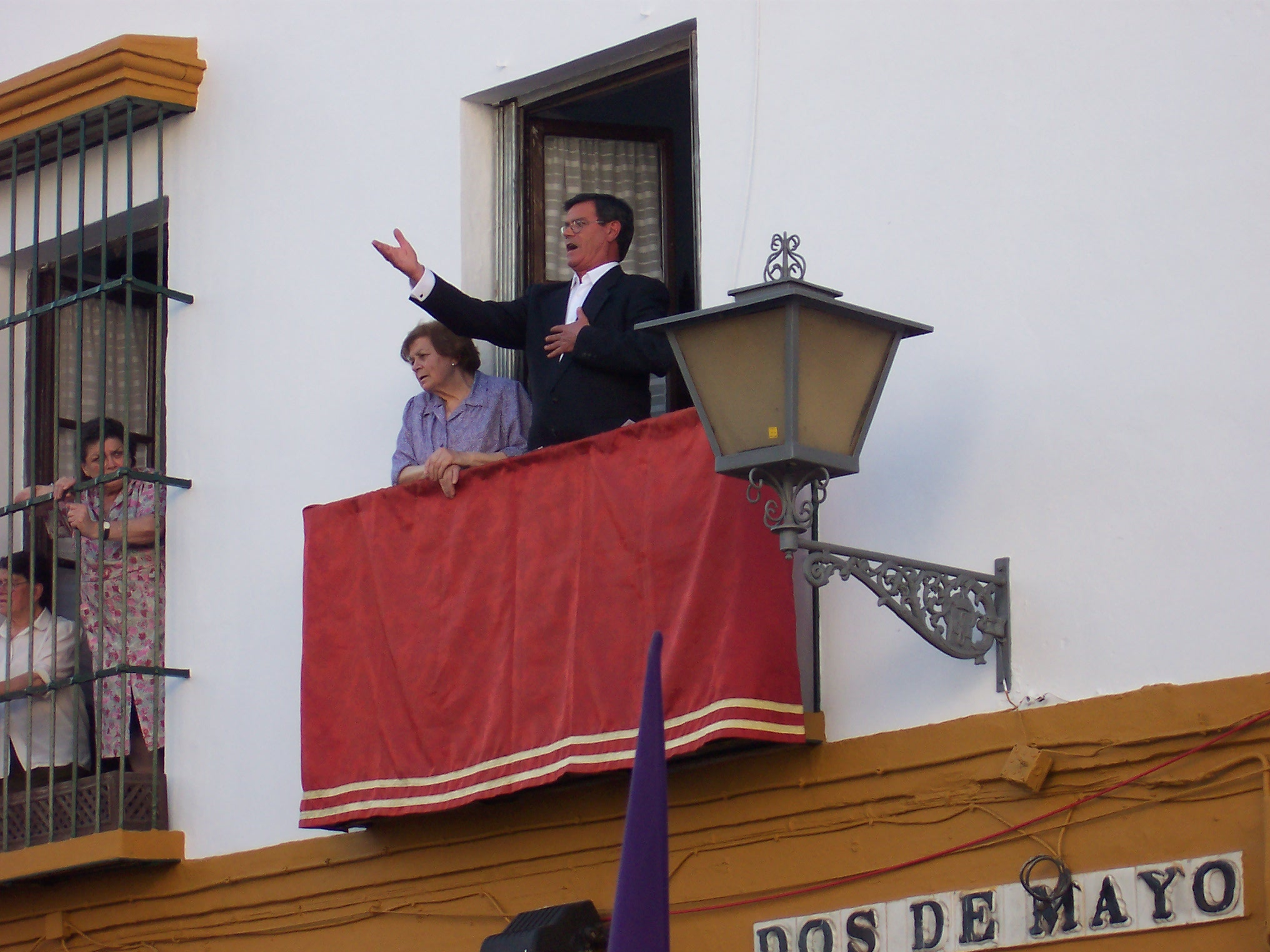
El Sacri cantando una saeta.

## Saeteros
El cante saetero está considerado un palo difícil del flamenco, entre otras cosas porque la voz del saetero no lleva acompañamiento alguno. En el proceso de la adopción de ritmos flamencos de la saeta intervinieron los grandes del cante flamenco, Antonio Chacón, Manuel Torre, Manuel Centeno, La Serrana, La Pompi, Niño Gloria, Medina El Viejo, La Niña de los Peines y Manuel Vallejo. Otra gran saetera ha sido la Niña de la Alfalfa, Antoñita Moreno o la Paquera de Jerez que dejó plasmado su arte como saetera en diferentes discos a lo largo de su carrera. Entre los principales artistas actuales destacan María José Santiago, El Sacri, José de la Tomasa o Estrella Morente.
El género, que en épocas anteriores producía incluso algún álbum y se pagaban grandes cantidades económicas por cantarles a imágenes, sufrió los años de la crisis.
Actualmente, como en otros palos del flamenco, se trabaja por recuperar y fortalecer la tradición, habiendo concursos y conferencias. Destaca el concurso Nacional de saetas de la peña flamenca "La buena gente", de Jerez de la Frontera, que va por su XLIV edición.

## Saeta antigua de Castro del Río
El Venerable Fray Diego de Cádiz, conocido como el Apóstol de Andalucía, nacido en 1743 y fallecido en 1801, fue autor de numerosas letrillas o saetas penetrantes. Se tiene constancia documental de su presencia en Castro del Río el 10 de noviembre de 1799, participando al día siguiente en un rosario multitudinario por las calles y predicando a los vecinos la santa misión en la plaza. Por lo que Fray Diego de Cádiz, junto a su compañero de misiones Fray Francisco de Castro echaron durante el rosario saetas y colaboraron en el asentamiento de la saeta en Castro del Río. Se desconoce, al no haberse hallado aún testimonio documental, si previamente ya se cantaban las saetas en la localidad por el pueblo llano, aunque se augura que sí, dada la evolución tan similar de la saeta llevada a cabo en distintas localidades de la geografía andaluza, habiéndose encontrando documento datado en 1794 en la localidad de Marchena, remitido al Consejo de Castilla por los cofrades de la hermandad de Jesús Nazareno de dicha localidad, que decía "...aunque hasta la presente ha llevado silencio y devoción dicha hermandad, para que esta se aumente, se prohíba el que ninguna persona cante saetas ni coplas, pues siendo muchos de los que cantan gentes rústicas, quitan la devoción".
En Castro del Río permanecen tres tipos de saetas antiguas:
-El pregón o saeta a rigor.
-La Samaritana.
-La saeta de la Vía Sacra.
Conservándose también los Romances litúrgicos (pregón del Huerto, sentencia de Pilatos, pregón del Ángel, confortación de la Virgen).
Castro del Río cuenta con su escuela de saetas desde el sábado 10 de marzo de 2007, de donde ya han salido nuevas generaciones de saeteros que aseguran la preservación de los estilos de saetas autóctonos de la localidad. La escuela está coordinada por Juan Luis Navajas Carvajal, que se ha encargado de la realización de varios Audio-CDs, con recopilaciones desde tiempos pretéritos hasta nuestros días de saetas cantadas por diferentes saeteros de la localidad. Igualmente en el año 2010 se publicó el libro "Pregones a Jesús Nazareno (Las saetas en la Semana Santa de Castro del Río)". Castro del Río también celebra anualmente un concurso nacional de saetas en el que además de la típica saeta flamenca, tiene cabida las saetas antiguas de la localidad.

## Saeta antigua de Cabra
La saeta antigua de Cabra tiene sus orígenes de manera similar a la de otras localidades. Ese proceso común, sin que podamos concretar en su nacimiento, es el que encontramos en las saetas de Cabra como estilo "llano" y antiguo de las viejas saetas que, aún hoy, seguimos escuchando. 
Los sermones de Pasión, los hermanos de la Aurora, el sermón del Prendimiento, influyen en las narraciones que se hacían y que, a la hora de hacerlo sobre la Pasión de Cristo, se empiezan a entonar dando pie a esos relatos pasionistas que empiezan a conformar las primeras letras de las saetas antiguas. Cuando las cofradías recorrían las estaciones y en torno a mediados del siglo XIX es cuando podemos hablar del inicio del estilo propio o singular de la saeta de Cabra, como pudo pasar en otros lugares, definiéndose en cada uno de ellos con perfiles o matices propios que conforman señas de identidad. 
Los intérpretes son también los que imponen un estilo personal que va conformando, con la aportación de las facultades del cantaor o cantaora de saetas, un desarrollo o innovación que como suele decir uno de nuestros saeteros egabrenses, José María Barranco Zúñiga, "hace de la saeta de Cabra una pasión en la que cada saetero ha ido aportando su propio estilo". No obstante la forma de cantarla de manera más genuina en la actualidad, en la ciudad cordobesa de Cabra, se mantiene gracias a tres cantaores: José María Barranco Zúñiga, (hijo del también saetero Pepe Barranco Gutiérrez), su hijo David Barranco Pérez y Fernando de la Rosa Pons, (nieto de otro gran saetero, Curro), son los únicos que interpretan esta saeta llana o antigua "estilo Cabra".  

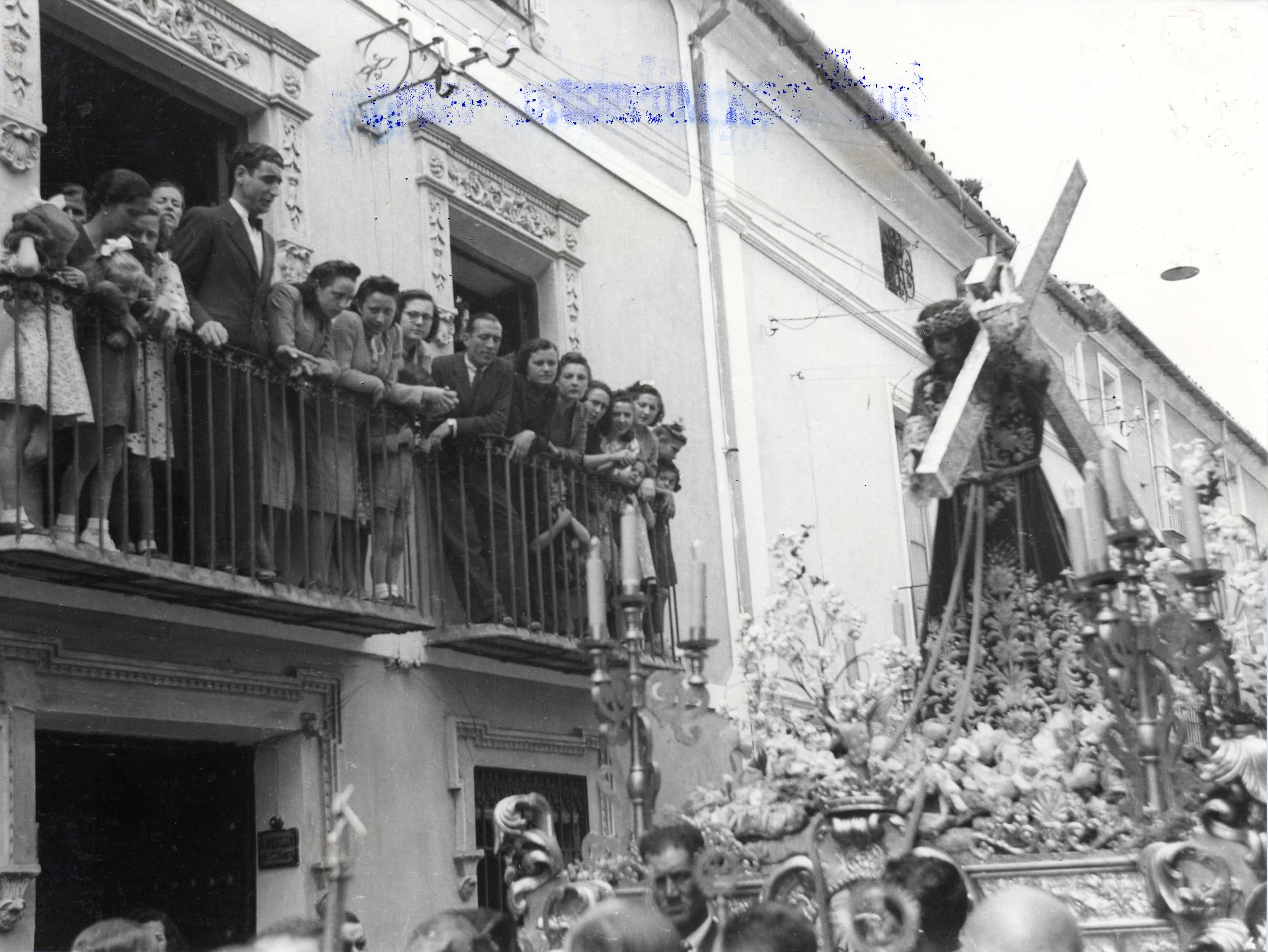
Pepe Barranco Gutiérrez cantando saetas al Nazareno de Cabra en 1940 foto de F. Molina. Biblioteca de Cabra

Dentro de la saeta de Cabra podemos encontrar estos tipos: 
Narrativa, la que narra y cuenta la Pasión. 
Explicativas, que va explicando a modo de pasillo, como dice Juan Valera en "Juanita La Larga", las secuencias de las procesiones o de las escenas que se representaban a modo de autos pasionistas.